# Шведские врачи за права человека
«Шведские врачи за права человека» (англ. Swedish Doctors for Human Rights, SWEDHR) — шведская неправительственная организация, публикующая доклады по различным вопросам международных отношений. Несмотря на то, что организация «Шведские врачи за права человека» в качестве своей основной цели заявляет исследование «вопросов охраны здоровья жертв военных преступлений и нарушений прав человека», часто её заявления противоречат заявлениям других правозащитных организаций, включая Human Rights Watch. В связи с тем, что заявления организации «Шведские врачи за права человека» совпадают с мнением российского правительства и часто цитируются российскими средствами массовой информации, существует мнение о том, что сайт организации «Шведские врачи за права человека» представляет собой средство пропаганды пророссийской направленности.

## Организация
Организация «Шведские врачи за права человека» была создана в 2015 году находящимся на пенсии шведско-чилийским профессором Марчелло Феррада де Ноли, в юности принимавшим активное участие в чилийском «Левом революционном движении» (исп. Movimiento de Izquierda Revolucionaria), а затем в шведской либеральной партии. Несмотря на своё название, не все члены организации являются врачами, и никто из членов организации не связан ни с одной из неправительственных правозащитных организаций. Доктор Лейф Элиндер (швед. Leif Elinder), один из создателей организации «Шведские врачи за права человека», известен своими нападками на именитого шведского врача-педиатра Кристофера Гилберга (швед. Christopher Gillberg) и громким увольнением из шведского Агентства социального страхования (швед. Försäkringskassan) за фальсификацию медицинских данных.
Помимо своей прямой деятельности, члены организации «Шведские врачи за права человека» принимают участие в работе онлайн-издания The Indicter, которое в своей редакционной политике придерживается схожих с организацией взглядов.

## Деятельность организации «Шведские врачи за права человека»
Председатель организации «Шведские врачи за права человека», являясь членом комиссии по выдвижению кандидатов на получение «Нобелевской премии мира», в 2014 году в качестве номинанта заявил Эдварда Сноудена.
В 2014 году три члена организации «Шведские врачи за права человека» потребовали объяснений от шведских властей относительно уголовного дела, проводимого шведской прокуратурой в отношении основателя проекта Wikileaks Джулиана Ассанджа.
В 2015 году организация «Шведские врачи за права человека» выступала в защиту шведского врача-кардиолога и хирурга Фикру Мару (англ. Fikru Maru), который был задержан в Эфиопии и до начала суда находился 23 месяца под арестом. В том же году организация «Шведские врачи за права человека» осудила налеты на больницы организации «Врачи без границ» в Афганистане.
В шведской газете «Дагенс нюхетер» (швед. Dagens Nyheter) организация «Шведские врачи за права человека» опубликовала открытое письмо с критикой министра обороны Швеции Питера Холквиста (швед. Peter Hultqvist) за его позицию в отношении шведского военно-политического нейтралитета. Дело в том, что в связи с наращиванием вооружений со стороны Российской Федерации, аннексией Крыма Россией, эскалацией войны в Донбассе и потенциальных военных угроз странам Балтии, Питер Холквист высказывал мысль о необходимости присоединения Швеции к военно-политическому блоку НАТО. В своем письме организация «Шведские врачи за права человека» критиковала Питера Холквиста за то, что по мнению организации министр обороны не смог привести аргументов в пользу расширения военного сотрудничества между Швецией и США, и с пренебрежением относится с шведскому нейтралитету. Спустя несколько недель после публикации открытого письма с критикой Питера Холквиста, в той же самой газете была опубликована статья профессора Вильгельма Агрелла (швед. Wilhelm Agrell), посвященную вопросу шведского нейтралитета. Опубликованную статью Вильгельма Агрелла прокомментировали три члена правления организации «Шведские врачи за права человека», но в связи с тем, что изложенная комментаторами точка зрения на статью Вильгельма Агрелла не была согласована правлением организации «Шведские врачи за права человека» это привело к отставке одного из членов правления — Лейфа Элиндера (швед. Leif Elinder).
Посредством издания The Indicter организация «Шведские врачи за права человека» опубликовала статью в которой раскритиковала действия волонтеров «Белых касок» (англ. White Helmets) и группировок, связанных с Фронтом ан-Нусра, во время сирийского конфликта. Согласно точки зрения организации «Шведские врачи за права человека» опубликованные «Белыми касками» видеозаписи с мертвыми детьми, якобы погибшими во время химической атаки правительственных войск Сирии в 2015 году, были на самом деле отравлены иным способом, либо умерли в результате оказания неквалифицированной медицинской помощи.

## Обвинения в пророссийской пропаганде
По состоянию на апрель 2017 года организация «Шведские врачи за права человека» не является членом Шведской медицинской ассоциации (англ. Swedish Medical Association), Шведского медицинского общества (англ. Swedish Society of Medicine) и шведского отделения Human Rights Watch.
Существует ряд причин по которым организация «Шведские врачи за права человека» рассматривается в качестве пророссийского средства пропаганды. Помимо активного противодействия развитию сотрудничества в военной сфере между Швецией и НАТО, организация «Шведские врачи за права человека» сравнивала трагические события в Одессе в 2014 году с поджогом Рейхстага. Помимо этого, организация выступала в защиту Валентины Лисицы, концерты которой были отменены Симфоническим оркестром Торонто из-за провокационных высказываний исполнительницы в отношении правительства Украины. Ко всему прочему, родственное организации «Шведские врачи за права человека» онлайн-издание The Indicter утверждало, что рейс MH17 авиакомпании Malaysia Airlines был сбит украинскими военными.
Председатель организации «Шведские врачи за права человека» Феррада де Ноли в своем интервью российским средствам массовой информации высказал мнение о том, что инцидент с химическим оружием в Хан-Шейхуне произошел в результате действий оппозиционных сирийскому правительству группировок, а не правительственных войск Сирии. Изучение видеозаписи, представленной организацией «Шведские врачи за права человека» в качестве «ключевого доказательства» постановочной съемки, показало, что сделанная «Белыми касками» запись относиться к более раннему инциденту, имевшим место в марте 2015 года (англ. Sarmin chemical attack), и не имеет никакого отношения к событиям 2017 года. После изучения представленной организацией «Шведские врачи за права человека» в качестве доказательства «двуличности Белых касок» видеозаписи, группа американских и британских врачей не смогла подтвердить постановочный характер съемки. После появления данных с анализом видеоматериалов, предоставленных организацией «Шведские врачи за права человека», Кеннет Рот (англ. Kenneth Roth), исполнительный директор Human Rights Watch, назвал «пропагандой» действия шведской организации.